# Ipeľská niva
Ipeľská niva je geomorfologický podcelek Podunajské pahorkatiny. Tvoří ji území v blízkosti řeky Ipeľ a Štiavnica, mezi městy Šahy a Štúrovo.

## Vymezení
Podcelek se nachází na jihovýchodním okraji Podunajské pahorkatiny a zabírá pás území podél řeky Ipeľ a dolního toku Štiavnice. Jihovýchodní a východní okraj vymezuje státní hranice s Maďarskem, většinou vedoucí korytem Ipľa. Severovýchodním směrem navazuje na krátkém úseku Ipeľská kotlina (podcelek Jihoslovenské kotliny ) a Bzovícká pahorkatina (podcelek Krupinské planiny). Západním směrem pokračuje krajinný celek Ipeľská pahorkatinou. 

## Doprava
Severojižním směrem vede východním okrajem nivy evropská silnice 77 ( Zvolen - Budapešť ) v trase silnice I / 66 ( Zvolen - Šahy ), kterou při Horné Semerovce křižuje silnice I / 75 ( Nitra - Hontianske Nemce ). V blízkosti Ipľa vede z Demandic do Štúrova silnice II / 564, ale také železniční trať Zvolen - Čata. 